# Andrew Fire
Andrew Zachary Fire (Palo Alto, Kalifornia, 1959. április 27. –) amerikai sejtbiológus és molekuláris genetikus. 2006-ban Craig Mellóval közösen elnyerte a fiziológiai és orvostudományi Nobel-díjat, mert felfedezték az RNS-interferencia jelenségét.

## Tanulmányai
Andrew Fire 1959. április 27-én született a kaliforniai Palo Altóban, zsidó családban. Gyerekkorát 16 éves koráig Sunnyvale városában töltötte; itt járt a Hollenbeck elemi iskolába (1964-1970), majd a Mango Junior High School (1970-1972) és Fremont High School (1972-1975) középiskolákba.
A középiskola elvégzése után 1975-ben a Berkeley-i Kaliforniai Egyetemre jelentkezett, ahol 1978-ban kapta meg B.A. (baccalaureus artium) fokozatát matematikából. Ezután a Nemzeti Tudományos Alap ösztöndíjával a Massachusetts Institute of Technology-n tanult tovább és itt szerezte meg PhD-jét 1983-ban a Nobel-díjas Phillip Sharp témavezetésével. Disszertációjának címe "In vitro transzkripciós vizsgálatok adenovírusban" volt. 1983 és 1986 között a Cambridge-i Egyetem molekuláris biológiai laborjában volt posztdoktori ösztöndíjas és megtanult a Caenorhabditis elegans fonálféreggel dolgozni. Itteni munkája idegen DNS fonálféregbe való injektálására és az az alapján keletkező fehérjék kimutatására fókuszált.

## Munkássága
Ösztöndíja lejártával Fire 1986-ban visszatért az Egyesült Államokba és a Washingtoni Carnegie Intézet baltimore-i embriológiai laboratóriumában talált állást és a C. elegans embrionális fejlődésének korai szakaszában bekapcsolódó géneket vizsgálta. 1989-ben a Carnegie Intézet véglegesítette munkatársai között; abban az évben pedig biológiát is kezdett oktatni a Johns Hopkins Egyetemen.
A 90-es évek elején Fire a Massachussettsi-i Egyetem orvosi szakán dolgozó Craig Mellóval közösen elkezdte tanulmányozni a gének működésének gátlását (ún. géncsendesítést). Korábban többen közölték, hogy növényekben vagy gombákban tapasztaltak hasonló jelenséget. Fire és Mello a C. elegans-ot választotta modellszervezetül és hosszas kísérletezéssel felfedezték, hogy ha a fonálféreg sejtjeibe kettős szálú RNS-t vittek be, akkor a hasonló szekvenciájú gének működése hosszú távon gátlódik. Eredményeiket 1998-ban közölték a Nature folyóiratban. A későbbiekben kiderült, hogy a sejtekben létezik egy vírusellenes mechanizmus (a sejtek jellemzően a vírusokkal kapcsolatosan találkoznak kettős szálú RNS-sel), amely kis darabokra vágja a kettős szálú RNS-t és beépíti egy fehérjekomplexbe, amely ennek segítségével felismeri és lebontja az azonos szekvenciájú mRNS-t. A mechanizmus nemcsak növényekben és fonálféregben, hanem emlősökben is működik és laboratóriumban felhasználható a gének tetszés szerinti kikapcsolására.
Fire 2003-ban visszatért Kaliforniába, ahol a Stanford Egyetem ajánlott fel számára egy patológiai és genetikai professzori katedrát. 2006-ban ő és Mello megkapta a fiziológiai és orvostudományi Nobel-díjat "az RNS-interferencia – kettős szálú RNS általi géncsendesítés – felfedezéséért".
Fire stanfordi kutatásai elsősorban a sejt saját DNS-e és az idegen DNS közötti megkülönböztetés mechanizmusára, a vírusok RNS-interferencia általi inaktiválására és az RNS-interferencia embriológiai szerepére irányultak.

## Elismerései
- 2002 Meyenburg-díj

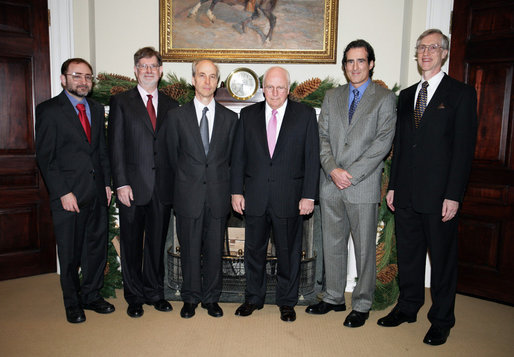
Dick Cheney alelnök a 2006-os év amerikai Nobel-díjasaival. Fire balról az első

- 2003 A Nemzeti Tudományos Akadémia molekuláris biológiai díja
- 2003 a Rockefeller Egyetem Wiley-díja
- 2005 a Brandeis Egyetem Lewis S. Rosenstiel-díja
- 2005 a Gairdner Alapítvány nemzetközi díja
- 2005 Massry-díj
- 2006 Paul Ehrlich és Ludwig Darmstaedter-díj
- 2006 Fiziológiai és orvostudományi Nobel-díj

Fire 2004 óta tagja a Nemzeti Tudományos Akadémiának.